# Кохання, весілля та інші катастрофи
«Кохання, весілля та інші катастрофи» (англ. Love, Weddings & Other Disasters) — американська комедія режисера Денніса Дугана 2020 року.
Світова прем'єра відбулася 4 грудня 2020 року; прем'єра в Україні — 8 квітня 2021-го.

## Зміст
Вони займаються організацією ідеальних весіль та руйнуванням неідеальних союзів. Вони роблять людей щасливими — але їх життя далеке від досконалості. Вони так близькі до чужого щастя, але ж як їм знайти своє?
Випадковості долі та справжня любов, реальне, чудове й неможливе переплітаються в романтичний візерунок — на долях закоханих пар різного віку, характерів і професій.

## Знімались
- Меггі Грейс — Джессі
- Джеремі Айронс — Лоуренс Філіпс
- Даян Кітон — Сара
- Дієго Бонета — Мак
- Тодд Сташвік — Зопа
- Джессі Маккартні — Ленні
- Денніс Дуган — Едді Стоун
- Вероніка Феррес — Бев
- Річард Клайн — Стів
- Ендрю Бечелор — капітан Рітчі
- Чандра Вест — Гейл Лавджой
- Елль Кінг — Джордан
- Мелінда Гілл — Світлана та Ольга
- Кітон Сімонс — гітарист

## Критика
Фільм отримав незадовільні відгуки. На Rotten Tomatoes його оцінки 3% на основі 30 відгуків від критиків і 24% від більш ніж 50 верифікованих глядачів.